# SV Horchheim
Der SV 1920 Horchheim e. V. ist ein deutscher Fußballverein mit Sitz im Stadtteil Horchheim der rheinland-pfälzischen Stadt Worms.

## Geschichte

### Gründung bis Nachkriegszeit
Der Verein wurde im Jahr 1920 zuerst von einigen Mitgliedern des lokalen Turnvereins als Abteilung in diesem gegründet. Spaltete sich aber kurz darauf schon als eigener Verein ab. Am organisierten Spielbetrieb nahm der Verein erstmals im Jahr 1922 in der C-Klasse teil. Ab 1937 wurde die Mitgliederzahl bedingt durch den aufkeimenden Zweiten Weltkrieg erheblich geschwächt, der Spielbetrieb konnte dann nur noch bis zum Jahr 1940 aufrechterhalten werden. Nachdem Ende des Krieges bildete der Verein mit einem Verein aus Weinsheim eine Spielgemeinschaft und wurde ab 1946 wieder eigenständig.

### Zeit in der Amateurliga
Zur Saison 1972/73 gelang der Mannschaft der Aufstieg in die drittklassige 1. Amateurliga Südwest. Am Ende der Spielzeit konnte der Verein mit 29:31 Punkten über den achten Platz die Klasse halten. Insgesamt konnte sich der Verein bis zur Saison 1975/76 in der Liga halten und stieg nach dieser Spielzeit mit 21:47 Punkten über den 16. Platz wieder in die 2. Amateurliga ab. Zur Saison 1977/78 gelang zwar direkt wieder der Aufstieg, jedoch wurde nach dieser Spielzeit die Amateurliga aufgelöst und in die Vereine in die Oberliga und die Verbandsliga aufgeteilt. Mit 15:61 Punkten reicht es für die Mannschaft nur für den 19. Platz und somit ging es für den Verein ab der Folgesaison in der Verbandsliga weiter.

### Heutige Zeit
In der Saison 2003/04 spielt der Verein in der Landesliga Südwest und platzierte sich dort mit 39 Punkten am Ende der Spielzeit auf dem zehnten Platz. Nach der Saison 2006/07 stieg der Verein dann mit 22 Punkten über den 14. Platz in die Bezirksliga Rheinhessen ab. Mit 66 Punkten gelang hier aber bereits nach der Saison 2008/09 wieder die Meisterschaft und damit die Rückkehr in die Landesliga. Diesmal sollte die Zeit in dieser Spielklasse bis zum Saisonende 2011/12 andauern, nachdem es mit 21 Punkten über den 15. Platz wieder nach unten ging.
In der Folgesaison konnte sich der Verein am Ende mit 64 Punkten auf dem zweiten Platz festsetzen und durfte somit gegen den SV Rülzheim ein Entscheidungsspiel um den Aufstieg austragen. Da es nach Hin- und Rückspiel immer noch Unentschieden stand, wurde ein drittes Entscheidungsspiel nötig, welches Horchheim schließlich knapp mit 5:4 gewinnen konnte. Damit war die direkte Rückkehr in die Landesliga perfekt. Hier konnte sich die Mannschaft aber wieder nicht lange halten und schon am Ende der ersten Saison ging es mit 28 Punkten über den 15. Platz zurück in die Bezirksliga. Die nächste Meisterschaft konnte dann in der Spielzeit 2015/16 mit 67 Punkten erreicht werden. In der Landesliga sollte der Verein nun etwas länger als zuvor überdauern. Doch nach der Spielzeit 2017/18 war dann auch wieder Schluss und die Mannschaft musste wieder absteigen. Seitdem spielt der SV wieder in der Bezirksliga.

## Persönlichkeiten
- Harald Braner (1943–2022), Spieler in der Jugend und später u. a. bei Wormatia Worms und beim 1. FC Kaiserslautern
- Klaus Spannenkrebs (* 1952), früher Spieler u. a. beim Wuppertaler SV und Wormatia Worms
- Maximilian Mehring (* 1986), Spieler in der Jugend und später beim SC Freiburg und u. a. beim SV Darmstadt 98